# Rosciano
Rosciano est une commune de la province de Pescara, dans la région Abruzzes, en Italie.

## Administration
| Période                                  | Période  | Identité           | Étiquette | Qualité |
| ---------------------------------------- | -------- | ------------------ | --------- | ------- |
| 14 juin 2004                             | En cours | Gianfranco Passeri |           |         |
| Les données manquantes sont à compléter. |          |                    |           |         |

### Hameaux
Villa Oliveti, Villa S.Giovanni, Piano Fara, Villa Badessa.

### Communes limitrophes
Alanno, Cepagatti, Chieti (CH), Manoppello, Nocciano, Pianella.

## Histoire
La commune abrite une communauté Arbëresh, Albanais installés ici au XVe siècle, fuyant l’avance ottomane. Ces Albanais ont gardé une forte identité, parlant toujours leur langue, l’arbërisht. Ils sont établis dans le hameau ou frazione de Villa Badessa, qui se nomme Badhesa en arbërisht.